# الطريق الأوروبي E33
الطريق الأوروبي E33 هو عبارة عن سلسلة من الطرق في إيطاليا، وهو جزء من شبكة الطرق الأوروبية الدولية للأمم المتحدة. يمتد من بارما إلى لا سبيتسيا، وكلاهما داخل إيطاليا.